# Stanislav Loukota
Stanislav Loukota (14. prosince 1930 Plzeň – 26. srpna 2008 Plzeň) byl regionální politik, ekonom a vysokoškolský pedagog, primátor města Plzně v roce 1990.

## Život
Maturoval na Obchodní akademii v Plzni, při zaměstnání studoval na Vysoké škole ekonomické v Praze a absolvoval externí vědeckou aspiranturu. Pracoval v masném průmyslu, jako posunovač na železniční vlečce plzeňských pivovarů a do roku 1958 v bance. Přes dvacet dva let byl účetním v JZD a od roku 1984 vedoucím oddělení Krajské správy Českého statistického úřadu. Po odvolání Ing. Bohumila Plátěnky na mimořádném zasedání Městského národního výboru v Plzni 2. března 1990 byl zvolen primátorem města za Občanské fórum. Funkci vykonával do 5. prosince 1990. V podzimních volbách 24. listopadu 1990 byl nominovaný na kandidátce Občanského fóra za volební obvod Plzeň 3, ale dva dny před volbami byl odvolán. V roce 1994 byl zvolen do Zastupitelstva města Plzně za Demokratickou unii. V letech 1991–2000 působil jako vysokoškolský pedagog na Fakultě ekonomické Západočeské univerzity v Plzni a Chebu.
Pohřeb prvního polistopadového primátora se konal 10. září na Ústředním hřbitově v Plzni. V roce 2010 koupilo město Plzeň jeho hrob a zařadilo jej na seznam plzeňských čestných hrobů.
Jeho pozůstalost, která zahrnuje osobní i pracovní korespondenci, publicistické práce, fotografie, diapozitivy a osobní doklady, je uložena v Archivu města Plzně v osobním fondu.

## Publikace
- Postavení zemědělského podniku v rámci zemědělsko-potravinářského komplexu. Plzeň: [s.n.], 1978. 154, [3] s.
- Dějiny Plzeňské banky 1910-1948. V Plzni: Západočeská univerzita, 2000. 177 s., 30 s. obr. příl. ISBN 80-7082-622-3.